# Angraecum lecomtei
Angraecum lecomtei là một loài thực vật có hoa trong họ Lan. Loài này được H.Perrier mô tả khoa học đầu tiên năm 1938.